# Дедекинд, Рихард
Ю́лиус Вильге́льм Ри́хард Де́декинд (нем. Julius Wilhelm Richard Dedekind; 6 октября 1831 — 12 февраля 1916) — немецкий математик, известный работами по общей алгебре и основаниям вещественных чисел. Ученик Гаусса и Дирихле.
Член Берлинской (1880), иностранный член Римской и Французской (1910) академий наук. Получил докторские степени в университетах Осло, Цюриха и Брауншвейга.

## Биография
Рихард Дедекинд был младшим ребёнком из 4 детей в семье Юлиуса Левина Ульриха Дедекинда — брауншвейгского профессора-юриста и деятеля высшего образования. Став взрослым, он никогда не называл себя Юлиус Вильгельм. Большую часть своей жизни Рихард провёл в Брауншвейге, здесь он родился, работал и умер. Его жизнь небогата событиями, если не считать математики.
В 1848 году Рихард поступил в Карловский коллегиум в Брауншвейге, директором которого был его отец. Здесь он изучает основы математики.
В 1850 году Дедекинд поступил в университет Георга-Августа в Гёттингене (Гёттингенский университет), ведущий и старейший университет в Нижней Саксонии, слушает курс теории чисел, который читал профессор Мориц Штерн. Карл Фридрих Гаусс, работающий в Гёттингенском университете, к тому времени преподавал начальный курс, и Дедекинд стал его последним студентом. В числе его университетских друзей был Бернхард Риман.
В 1852 году в возрасте 21 года Дедекинд получил докторскую степень за работу над диссертацией по теории интегралов Эйлера. Как он отмечал позже, эта работа не раскрыла его таланта.
В то время центром математических исследований был Берлинский университет, поэтому Дедекинд переехал в Берлин и учился в университете 2 года вместе с Риманом. Затем он вернулся в Гёттинген и в должности приват-доцента преподавал курсы теории вероятности и геометрии.
В 1855 году умер Гаусс, и его кафедру занял Дирихле, общение с которым оказало огромное влияние на Дедекинда. Позже Дедекинд писал, что Дирихле сделал его «новым человеком». До конца жизни Дирихле (1859) они работали вместе и стали близкими друзьями.
Первое время Дедекинд изучал эллиптические и абелевы функции. Кроме того, он был первым в Гёттингене, кто преподавал теорию Галуа и ввёл в широкое употребление предложенное Галуа понятие поля.
В 1858 году Дедекинд начал преподавать в Техническом университете в Цюрихе. В 1859 году вместе с Риманом совершил поездку в Берлин, где встречался с Вейерштрассом, Куммером и другими видными математиками берлинской школы.

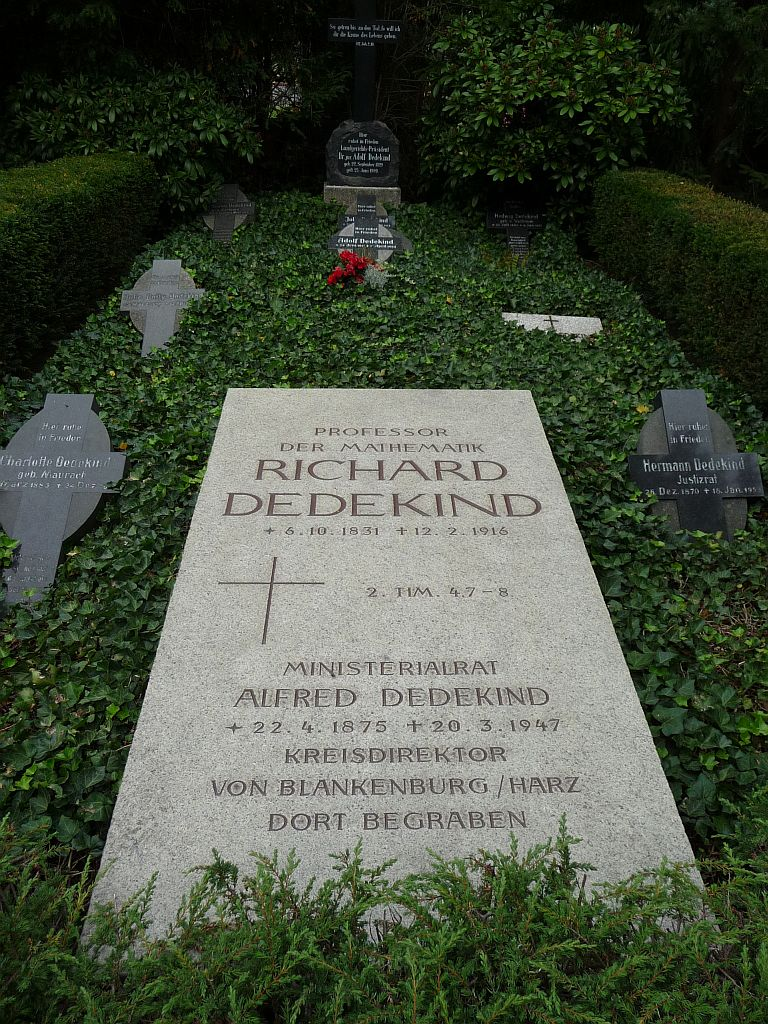
Надгробие Рихарда Дедекинда

Когда в 1862 году Collegium Carolinum был преобразован в Технический институт, известный сейчас как Брауншвейгский технический университет, Дедекинд возвращается в родной Брауншвейг, где проводит остаток своей жизни, преподавая в этом институте.
В 1871 году Дедекинд познакомился с Георгом Кантором.
Знакомство перешло в долголетнюю дружбу и сотрудничество.
В 1894 году он ушёл на заслуженный отдых, но продолжал иногда читать лекции и публиковаться.
Скончался 12 февраля 1916 года, похоронен на главном кладбище Брауншвейга.
Дедекинд никогда не был женат и проживал со своей незамужней сестрой Юлией.

## Научная деятельность
В 1871 году Дедекинд, обобщив теорию многочленов и алгебраических чисел, вводит в математику абстрактные алгебраические структуры: кольца, идеалы и модули. Совместно с Кронекером он создаёт общую теорию делимости. Исследования Дедекинда были изданы в виде приложения к «Теории чисел» Дирихле. Ряд биографов полагает, что эта книга, изданная после смерти Дирихле, в действительности написана Дедекиндом
. Уровень общности результатов, приложимых к самым разным областям математики, стимулировал дальнейшее развитие абстрактной алгебры, фундамент которой был завершён Эмми Нётер.
Дедекинд стал одним из первых сторонников канторовской теории множеств, и многие его работы стали наглядным примером применения новых методов. Новаторским стало и широкое применение Дедекиндом аксиоматического подхода к описанию новых (абстрактных) математических понятий. В 1888 году Дедекинд предложил первый вариант системы аксиом для системы натуральных чисел. Годом позже аналогичную (немного упрощённую) систему аксиом, со ссылкой на Дедекинда, предложил Пеано, чьё имя за ней и закрепилось. В начале XX века аксиоматический метод был окончательно принят школой Гильберта как основополагающий в математике.
Дедекинд, наряду с Вейерштрассом, создал обоснование теории вещественных чисел (1876). Если Вейерштрасс в качестве модели вещественного числа использовал его формальную десятичную запись, то Дедекинд предложил иной подход, основанный на так называемых «Дедекиндовых сечениях» множества рациональных чисел (Близкое по идее построение неявно присутствовало уже в «Началах» Евклида). Современные курсы математического анализа излагают чаще всего теорию Дедекинда.
Дедекинд был редактором посмертных изданий избранных трудов Дирихле, Гаусса и Римана.
К 150-летию со дня рождения Дедекинда в ГДР была выпущена почтовая марка (1981, 25 пфеннигов).

## Публикации
- Stetigkeit und irrationale Zahlen. Vieweg, Braunschweig 1872, 2. Auflage 1892, auch Gesammelte Werke, Band 3, S. 315—334. (online)  (нем.)

- Рихард Дедекинд. Непрерывность и иррациональные числа = Stetigkeit und irrationale Zahlen / пер. с нем. С. О. Шатуновского. — 4. — Матезис, 1923.

- Was sind und was sollen die Zahlen? 1. Auflage, Vieweg, Braunschweig 1888, Scan eines Buches von 1893, 10. Auflage Vieweg 1965, auch Gesammelte Werke, Band 3, S. 335—391.  (нем.)
- Dirichlet, Dedekind: Vorlesungen über Zahlentheorie. 2. Auflage, Vieweg, 1871 auf gdz.sub.uni-goettingen.de Архивная копия от 4 января 2016 на Wayback Machine  (нем.)
- Gesammelte mathematische Werke. Архивная копия от 9 августа 2017 на Wayback Machine (Hrsg. von Эмми Нётер, Robert Fricke, Ойстин Оре), Braunschweig, Vieweg, 3 Bände, 1930 bis 1932.  (нем.)
- Über die Theorie der ganzen algebraischen Zahlen, Braunschweig, Vieweg 1964 (Предисловие Ван дер Вардена), das 11. Supplement von Dedekind zu Dirichlets Zahlentheorie, auch in Gesammelte Werke, Band 3, englische Ausgabe Theory of algebraic integers, Cambridge University Press 1996 (Übersetzer und Herausgeber John Stillwell)  (нем.)
- Vorlesung über Differential- und Integralrechnung 1861/62. Vieweg 1985 (Mitschrift von Heinrich Bechtold, herausgegeben von Winfried Scharlau, Max-Albert Knus), ISBN 978-3-528-08902-3  (нем.)
- Briefwechsel Cantor-Dedekind. Paris 1937 (Herausgeber Emmy Noether, Jean Cavaillès).  (нем.)